# William Louis Stern
Pour les articles homonymes, voir Stern.
Ne pas confondre avec le botaniste britannique William Thomas Stearn (1911-2001)
William Louis Stern (né le 10 septembre 1926 à Paterson dans le New Jersey et mort le 1er novembre 2021, est un botaniste américain, spécialiste de l'anatomie du bois.
Il est l'auteur de l’Index Xylariorum, répertoire mondial des xylothèques institutionnelles.